# Amalienborgmuseet
Amalienborgmuseet i København er en del af Kongernes Samling, der også omfatter Rosenborg og Koldinghus samt H.M. Kongens Håndbibliotek. Museet har til huse i Christian VIII's Palæ på Amalienborg, Den permanente udstilling i stueetagen ligger kronologisk i fortsættelse af Rosenborg-samlingen, idet den har fokus på den glücksborgske gren af kongeslægten, der har regeret siden 1863. På museet findes en række historiske interiører fra perioden, bl.a. arbejdsværelser fra fire konger (Christian 9., Frederik 8., Christian 10. og Frederik 9.).  Desuden omfatter den faste udstilling en samling af russisk juvelerkunst med kongelig proveniens samt et udsnit af Danmarks kronjuveler.
Gæster har sædvanligvis adgang til de kongelige repræsentationslokaler på beletagen (1. sal), hvor der jævnligt er særudstillinger. Kongernes Samling tilbyder desuden rundvisninger i Christian VII’s Palæ, der fungerer som kongeligt gæste- og repræsentationspalæ. 
Amalienborgmuseet blev oprindelig etableret i stueetagen i Christian IX’s Palæ (H.M. Dronningens residenspalæ), hvor det havde åbent i årene 1977-82. Museet åbnede på sin nuværende placering i 1994.